# Marguerite Bervoets
Marguerite Bervoets (La Louvière, 6 maart 1914 – Wolfenbüttel, 7 augustus 1944) was een Belgisch verzetsstrijdster.

## Afscheidsbrief
Voor Bervoets' dood heeft ze de kans gekregen om een afscheidsbrief te schrijven naar een vriendin, Balasse de Guide.
| Mon amie, Je vous ai élue entre toutes, pour recueillir mes dernières volontés. Je sais en effet que vous m'aimez assez pour les faire respecter de tous. On vous dira que je suis morte inutilement, bêtement, en exaltée. Ce sera la vérité… historique. Il y en aura une autre. J'ai péri pour attester que l'on peut à la fois aimer follement la vie et consentir à une mort nécessaire. À vous incombera la tâche d'adoucir la douleur de ma mère. Dites-lui que je suis tombée pour que le ciel de Belgique soit plus pur, pour que ceux qui me suivent, puissent vivre libres comme je l'ai tant voulu moi-même; que je ne regrette rien malgré tout. À l'heure où je vous écris, j'attends calmement les ordres qui me seront donnés. Que seront-ils? Je ne le sais pas et c'est pourquoi je vous écris l'adieu que ma mort doit vous livrer. C'est à des êtres tels que vous qu'elle est tout entière dédiée, à des êtres qui pourront renaître et réédifier. Et je songe à vos enfants qui seront libres demain. Adieu Mijn vriendin, Ik heb jou gekozen om mijn laatste wensen te vervullen. Ik weet dat je genoeg van me houdt om ze iedereen te laten respecteren. Er zal je verteld worden dat ik nodeloos, dwaas en in exaltatie stierf. Het zal de waarheid zijn ... geschiedenis. Er zal nog een geschiedenis zijn. Ik stierf om te getuigen dat men het leven kan liefhebben, maar tegelijkertijd kan instemmen met een noodzakelijke dood, een opoffering. Het zal jouw taak zijn om de pijn van mijn moeder te verzachten. Vertel haar dat ik gesneuveld ben, zodat de hemel van België zuiverder kan zijn, zodat degenen die mij volgen, zo vrij mogen leven als ik zo graag wilde. Vertel haar, dat ik hoe dan ook nergens spijt van heb. Terwijl ik je schrijf, wacht ik rustig op de straffen die aan mij zullen worden gegeven. Wat zullen ze zijn? Ik weet het niet, daarom schrijf ik jou een afscheid en dat mijn dood je moet bevrijden. Het is volledig toegewijd aan personen zoals jij, dat er nieuwe wezens herboren worden die de wereld opnieuw kunnen opbouwen. Ik denk aan je kinderen die morgen vrij zullen zijn. Vaarwel |

## Erkenning
- Ter ere van Bervoets draagt Lycée de Mons haar naam, vandaag de dag heet het Royal Marguerite Bervoets.
- In La Louvière staat een standbeeld van Bervoets.
- Een straat in Bergen draagt haar naam, evenals een straat in Parijs, een straat in Brussel en een straat in Forest.
- Aan de middelbare school in Tournai (ISEP, rue des Carmelites) staat een plakkaat met haar naam bij de hoofdingang.